# Жижка, Ян
Ян Жижка из Троцнова (чеш. Jan Žižka z Trocnova; около 1360, Троцнов, Южная Чехия — 11 октября 1424, Пршибислав) — чешский полководец, вождь гуситов, национальный герой чешского народа.

## Биография
Ян Жижка родился в обедневшей дворянской семье. В юном возрасте, продав оставшееся от родителей имущество, двинулся ко двору и провёл молодость пажом при дворе короля Богемии Вацлава IV.
В дальнейшем он во главе небольшого отряда принимал участие в различных сражениях в качестве наёмника. По утверждению Анри Богдана, в канун Грюнвальдской битвы 1410 года Ян Жижка вёл переговоры с великим магистром Тевтонского ордена об участии в предстоящем сражении на его стороне, но в ходе самой битвы выступил на стороне польского короля Владислава Ягелло. По одной из версий, именно в этой битве он потерял первый глаз. Затем он участвовал в походах венгров против турок и в битве при Азенкуре в 1415 году на стороне французов.
 После этого Жижка в течение нескольких лет возглавлял шайку разбойников, действовавшую на одном из трактов в Чехии. Причиной тому стал конфликт интересов с южночешским магнатом Розенбергом из-за родового имения Жижки. Спустя некоторое время он был амнистирован королём и вновь принят на службу (некоторые историки склоняются к мысли, что король Вацлав сделал это из неприязни к Розенбергу, желая подорвать его могущество).
В первый период гуситской революции (июль – ноябрь 1419 г.) Ян Жижка не играл значительной политической роли, он оставался в тени священника Яна Желивского и Микулаша из Гуси. 30 июля 1419 года он был одним из ведущих участников события, известного как Первая Пражская дефенестрация. С декабря 1419 года Жижка командовал гуситами в Пльзене. Он сумел с отрядом из 300 бойцов отразить атаку рыцарской конницы у Некмиржа, однако разгром частей Микулаша из Гуси вынудил его в марте 1420 г. под давлением верной королю армии покинуть город. 25 марта 1420 года под Судомержем, атакованный королевской армией, имея в своем распоряжении 400 воинов, 12 повозок и 9 всадников, он в течение нескольких часов отбивал атаки превосходящих по численности войск противника. Достигнув Табора, в начале апреля он был избран одним из четырех гетманов. 17 мая 1420 года Ян Жижка повел 3000 солдат из Табора на помощь Праге. После смерти Микулаша из Гуси (конец 1420 г.) он стал первым гетманом таборитов и очень скоро превратился в грозу врагов. 
14 июля 1420 на Витковой горе перед Прагой Жижка во главе отряда из 100 бойцов разбил восьмитысячное войско крестоносцев, отправленное императором Сигизмундом Люксембургом для захвата города.
Лишившись при осаде замка Раби своего второго глаза, слепой Жижка продолжал руководить войском и сам участвовал во всех битвах, перевозимый в повозке на виду у всего войска. В 1422 году он одержал победу над Сигизмундом при Небовидах, Габрах и Немецком Броде и вторгся в Моравию и Австрию.
Жижка был одним из авторов военной тактики таборитов. Он первым начал использовать вагенбург — оборонительное укрепление, состоявшее из скреплённых цепями повозок.  Экипаж состоял из 8-14 человек, среди которых были два арбалетчика, несколько копейщиков, два возничих, несколько человек, поддерживавших щиты, и собственно десант. Благодаря использованию повозок в качестве подвижных стен Жижка одержал победы во многих сражениях. Он также разработал полевой устав для гуситского войска. 
В политическом отношении Жижка как представитель средневекового рыцарства считал необходимым сохранить монархию в Чехии после смерти Вацлава IV и рассчитывал на то, что чешскую корону мог бы принять польский король Владислав Ягелло. По мысли Жижки, которую поддерживало пражское бюргерство и прогуситски настроенное дворянство, уния Чехии с Польшей сделала бы дальнейшие походы Сигизмунда против Чехии невозможными. Однако Владислав Ягелло ответил на это предложение уклончиво, так как не хотел ссориться со всей Священной Римской Империей и Папским престолом. 
В 1423—1424 годах Жижка разошёлся с руководством умеренных гуситов, создал свой военно-политический союз так называемых оребитов и начал войну против Пражского союза или чашников, заняв в 1424 году Прагу. В том же году, осаждая Пршибислав, он скончался от чумы. 
Превосходный полководец, неустрашимый, с железной волей, Жижка был крайне жесток при расправе с врагами; сохранилось много рассказов о его мрачном характере и суровости. Из-за его суровости, непреклонности, слепоты на оба глаза и умения побеждать врагов наголову он некоторое время носил прозвище «Страшный слепец».
Согласно Historia Bohemica папы Пия II, умирая Жижка завещал, чтобы с него сняли кожу и натянули на военный барабан, чтобы он и после смерти смог продолжать наводить ужас на врагов.
Ян Жижка был похоронен в Чаславе, над его гробницей повесили его любимое оружие — железный шестопёр.

## Память
- Наиболее известные памятники Яну Жижке на территории Чехии находятся в Праге (в составе Национального памятника на Виткове, 1929—1933 годы), в Троцнове (Памятник Яну Жижке, Боровани, 1958—1969 годы), близ Судомержа (район Страконице, 1925 год), близ Пршибислава (1874 год), а также в Таборе.
- Жизнь Жижки, ставшего персонажем народной поэзии, изложена Альфредом Мейснером в поэме «Zizka» / «Ziska» (7 изд. 1867).
- Ян Жижка запечатлён на знаменитой картине Яна Матейко «Грюнвальдская битва».
- На рубеже 1916 и 1917 годов формирующийся 3-й огневой полк Чехословацких легионов в России получил название «полк Яна Жижки из Троцнова».

### В художественной литературе
- Является персонажем исторических романов «гуситского цикла» чешского писателя Алоиса Йирасека «Славный день» (1879), «Меч правды» (1887) и «Против всех» (1893), а также в трилогии Анджея Сапковского «Сага о Рейневане».
- Яну Жижке посвящена историческая повесть Сергея Александровича Царевича «За отчизну», вышедшая в издательстве «Детская литература» в 1971 году.

### В кинематографе
- «Война за веру: Магистр» / «Jan Hus» (Чехословакия; 1954) режиссёр Отакар Вавра, в роли Яна Жижки — Зденек Штепанек.
- «Война за веру: Полководец» / «Jan Žižka» (Чехословакия; 1957) режиссёр Отакар Вавра, в роли Яна Жижки — Зденек Штепанек.
- «Война за веру: Против всех» / «Proti vsem» (Чехословакия; 1958) режиссёр Отакар Вавра, в роли Яна Жижки — Зденек Штепанек.
- «Крестоносцы» / «Krzyzacy» (Польша; 1960) режиссёр Александр Форд, в роли Яна Жижки — Тадеуш Шмидт.
- «На боевой повозке Жижки» / «Na Zizkove válecném voze» (Чехословакия, 1968) режиссер Милан Вошмик, в роли Яна Жижки — Илья Прачар.
- «Ян Жижка» («Средневековье») / «Jan Žižka» (Чехия; 2022) режиссёр Петр Якл, в роли Яна Жижки — Бен Фостер.

### В видеоиграх
- Ян Жижка, персонаж видеоигры Kingdom Come: Deliverance II[11][12].